# بذر القمر الإهليلجي
بذر القمر الإهليلجي  (الاسم العلمي:Menispermum ellipticum) هو نوع غير مؤكد من النباتات يتبع جنس بذر القمر من فصيلة البذر القمرية.